# Le Voyage à l'étranger
Le Voyage à l'étranger est un roman de Georges Borgeaud publié le 1er novembre 1974 aux éditions Grasset et ayant reçu le prix Renaudot la même année.

## Résumé
En 1937, un jeune homme suisse, qui n'a pas connu son père, s'apprête à quitter le noviciat d'un monastère dans les Ardennes belge pour s'installer, à proximité, au château d'une famille bourgeoise. Il est officiellement nommé précepteur du jeune garçon de la famille. Après quelques semaines, lors de vacances, il s'attache à une femme mariée, qui pourrait bien être sa tante, mais il ne le sait pas.

## Critique
Le narrateur est le jeune homme, qui raconte toutes ses pensées et des détails insignifiants. L'attachement pour la femme mariée plus âgée et ce sentimentalisme qui en découle rappelle beaucoup Le Lys dans la vallée.

## Adaptation
Le roman a été adapté par Véronique Castelnau et Philippe Ducrest dans un téléfilm homonyme réalisé par ce dernier en 1976 pour la télévision avec Anna Karina et Jacques Gelat dans les rôles principaux.

## Éditions
- Lausanne, Bertil Galland, 1974,  (ISBN 978-2880150020).
- Paris, Éditions Grasset, 1974,  (ISBN 978-2-246-00128-7).
- Paris, Le Grand Livre du mois, 1974,  (ISBN 978-0-03-601465-3).
- Paris, Le Livre de poche, 1975,  (ISBN 978-2-253-01367-9).
- Genève, Edito-Service, Le Club des grands prix littéraires, 1979
- Genève, Zoé, 2018, avec  une préface d'Anne-Lise Delacrétaz